# PZL Bielsko SZD-55
Dimensions
Le PZL Bielsko SZD-55 Promyk est un planeur standard produit par PZL Bielsko, entreprise polonaise, depuis 1988. Il a été construit en directe compétition avec le Schempp-Hirth Discus. Le SZD-55 est toujours en production avec approximativement 20 produits aux États-Unis.
Le SZD-55 est construit en fibres de verre et a l'avantage d'avoir une aile elliptique. Il a une surface de type Schempp-Hirth. C'est un planeur moderne avec une manipulation agréable. Avec une masse à vide de 215 kg environ, c'est le plus léger de la classe courante de planeurs et il est connu pour ses excellentes caractéristiques thermiques et d'escalades. Le SZD-55 a de bons résultats à vitesse réduite, mais avec ses réservoirs remplis (il peut prendre jusqu'à 200 litres d'eau), il peut aussi avoir de bons résultats avec une vitesse plus élevée.